# Forrest Molinari
Forrest Ann Molinari (4 de septiembre de 1995) es una deportista estadounidense que compite en lucha libre. Ganó una medalla de bronce en el Campeonato Mundial de Lucha de 2021 y una medalla de oro en los Juegos Panamericanos de 2023.

## Palmarés internacional
| Campeonato Mundial   | Campeonato Mundial | Campeonato Mundial | Campeonato Mundial |
| Año                  | Lugar              | Medalla            | Categoría          |
| -------------------- | ------------------ | ------------------ | ------------------ |
| 2021                 | Oslo (Noruega)     | Medalla de bronce  | 65 kg              |
| Juegos Panamericanos |                    |                    |                    |
| Año                  | Lugar              | Medalla            | Categoría          |
| 2023                 | Santiago (Chile)   | Medalla de oro     | 68 kg              |